# Konamikoden

Konamikoden

Konamikoden (コナミコマンド Konamikomando?, Konamikommandot) är en fuskkod som finns i många datorspel som utvecklats av det japanska företaget Konami, och även en del spel från andra utvecklare. 
Koden var från början: 
↑ ↑ ↓ ↓ ← → ← → B A 
(upp, upp, ner, ner, vänster, höger, vänster, höger, B, A)

## Historik
Koden var anpassad till NES-handkontrollen, eftersom det första spelet som använde sig av Konamikoden var NES-versionen av Gradius, som kom 1986. Som kodens skapare har angivits Kazuhisa Hashimoto. Senare har koden anpassats för handkontroller till andra spelmaskiner, och i många fall har Start lagts till koden.
Koden har olika effekter i olika spel, till exempel kan den ge spelaren extraliv.
En av de mer berömda funktionerna koden ger är i spelet Probotector (Contra). I spelet ger koden spelaren 30 extraliv istället för tre.
Även om Konamikoden inte var den första av datorspelskoderna, vilket brukar tillskrivas koden "xyzzy" i Colossal Cave Adventure från 1976, är den en av de mest kända koderna inom datorspel. Populariteten hos spel som Gradius och Probotector har gjort att Konamikoden främst förknippas med spelaren i slutet av 1980-talet och början av 1990-talet. I NES-spelet Teenage Mutant Ninja Turtles III: The Manhattan Project från 1991. trycks A-knappen in före B-knappen.
På grund av dess popularitet har koden förekommit i många datorspel. Den har också refererats till i olika populärkulturella sammanhang, som sånger, TV-serier, annan media och Facebook.